# Нампула (город)
Нампу́ла (порт. Nampula) — город в Мозамбике, является административным центром провинции Нампула. Расположен на севере страны, на высоте 360 м над уровнем моря.

## История
Нампула была основана ещё во времена португальского господства в Мозамбике и являлась административным центром колонии Ньяса. Статус города получил в 1956 году. Городской центр застроен великолепными образцами португальской колониальной архитектуры XX века, среди которых выделяется католический собор de Nosa Senhora da Conceicao.
В 1996 году в городе был открыт Мозамбикский Католический университет (UCM).

## Население
С численностью населения в 477 900 человек (по данным на 2007 год) Нампула является третьим по величине городом страны — после столицы Мапуту и Бейры.
| Год  | Население |
| ---- | --------- |
| 1970 | 126 126   |
| 1997 | 314 965   |
| 2007 | 477 900   |

## Экономика и транспорт
Нампула является крупнейшим хозяйственным центром Северного Мозамбика, его промышленным и банковским сердцем. Экономически промышленный регион Нампула в первую очередь связан с выращиванием и переработкой сельскохозяйственной продукции в окружающих город районах — на плантациях хлопчатника, овощей, кукурузы, арахиса и кофе.
Через Нампулу проходит линия железной дороги Накала—Лишинга, связывающая глубинные районы Африки с портами и побережьем Индийского океана. Имеется международный аэропорт.

## Известные уроженцы
- Абел Шавьер — португальский футболист
- Карлуш Кейрош — португальский тренер и футбольный специалист
- Руй Агуаш — португальский автогонщик
- Паулу Фонсека — португальский тренер и футбольный специалист.